# Любарцев Георгій Васильович
Георгій Васильович Любарцев (1902 — ?) — радянський державний діяч, секретар Харківського, Волинського та Станіславського обласних комітетів КП(б)У.

## Життєпис
Член ВКП(б).
25 травня 1941 — 1942 року — секретар Харківського обласного комітету КП(б)У з легкої та місцевої промисловості.
У 1942—1943 роках — член оперативної групи при Військовій раді 21-ї армії РСЧА, учасник німецько-радянської війни.
У 1943—1944 роках — заступник секретаря Харківського обласного комітету КП(б)У з легкої та місцевої промисловості.
У липні 1944 — липні 1947 року — 3-й секретар Станіславського обласного комітету КП(б)У.
Подальша доля невідома.

## Нагороди
- орден Вітчизняної війни ІІ ст. (11.08.1944)
- орден «Знак Пошани» (19.12.1944)
- медалі